# Hydropsyche dilatata
Hydropsyche dilatata là một loài Trichoptera trong họ Hydropsychidae. Chúng phân bố ở miền Cổ bắc.